# Ellesmere Port
Ellesmere Port is een grote industriële plaats(town) en haven in het unitary authority Cheshire West and Chester (tot 2009: Ellesmere Port and Neston), in het Engelse graafschap Cheshire. De plaats telt 64.100 inwoners.
De plaats is gelegen in het zuiden van het schiereiland Wirral aan de oever van de Mersey.
De opening van het Manchester Ship Canal in 1894 en de bouw van een raffinaderij in de jaren twintig van de 20e eeuw zorgden voor een aanwas van de bevolking. In 1962 werd een autofabriek geopend van Vauxhall Motors.  Eerst leverde de fabriek componenten aan andere fabrieken, maar twee jaar later rolde de eerste Vauxhall Viva uit de fabriek. Na het sluiten van de fabriek in Luton in 2004 is dit de enige Vauxhallfabriek van personenwagens in het land.
Er zijn diverse toeristische attracties: het National Waterways Museum, het Blue Planet Aquarium en de Cheshire Oaks Designer Outlet, eigendom van de McArthurGlen Group.

## Plaatsen en wijken
- Whitby
- Great Sutton, including Hope Farm and Grange.
- Little Sutton
- Westminster
- Rivacre
- Overpool
- Hooton
- Great Stanney (Stanney Grange) inclusief Cheshire Oaks en Wolverham.
- Little Stanney

## Galerij

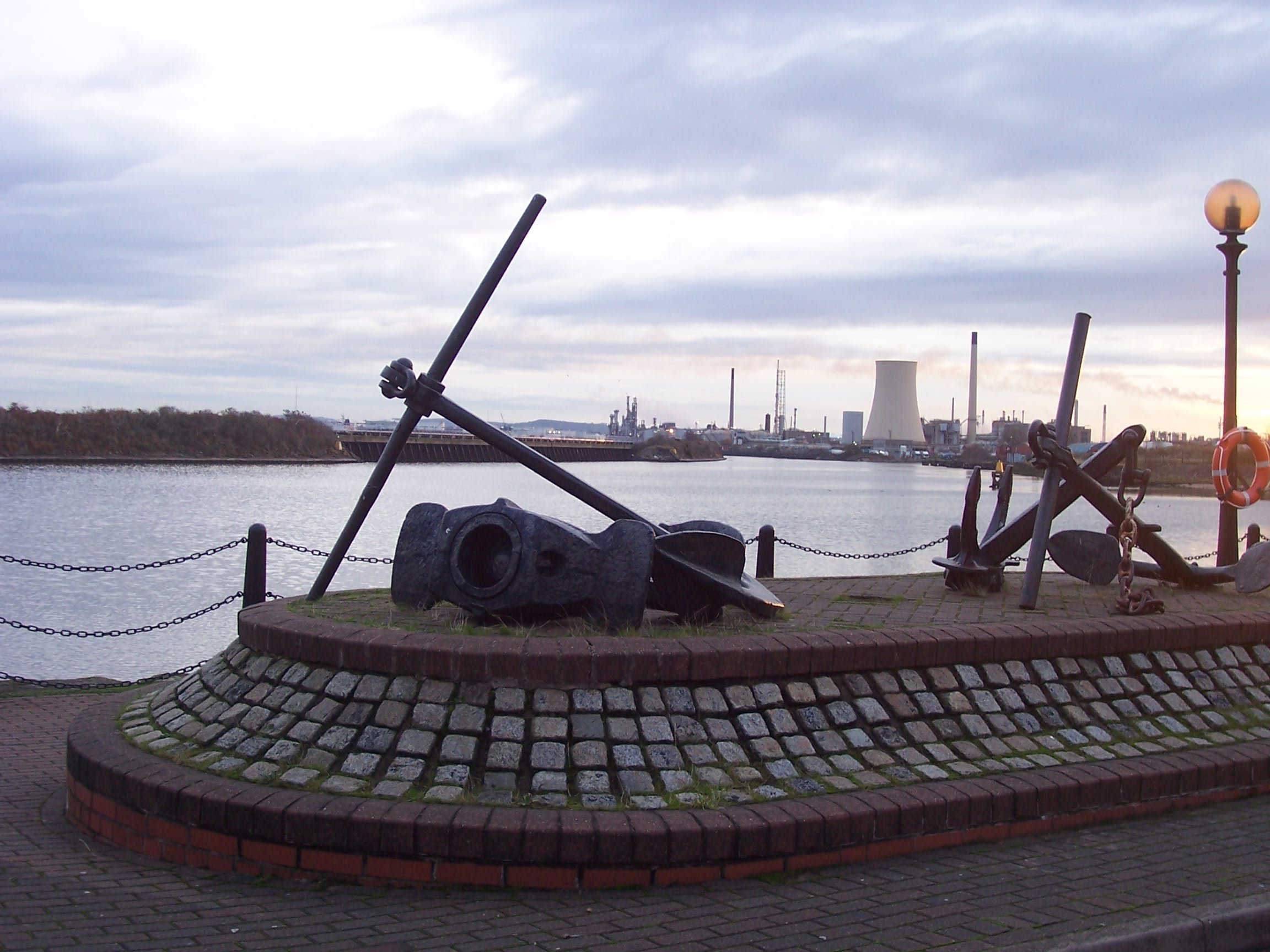
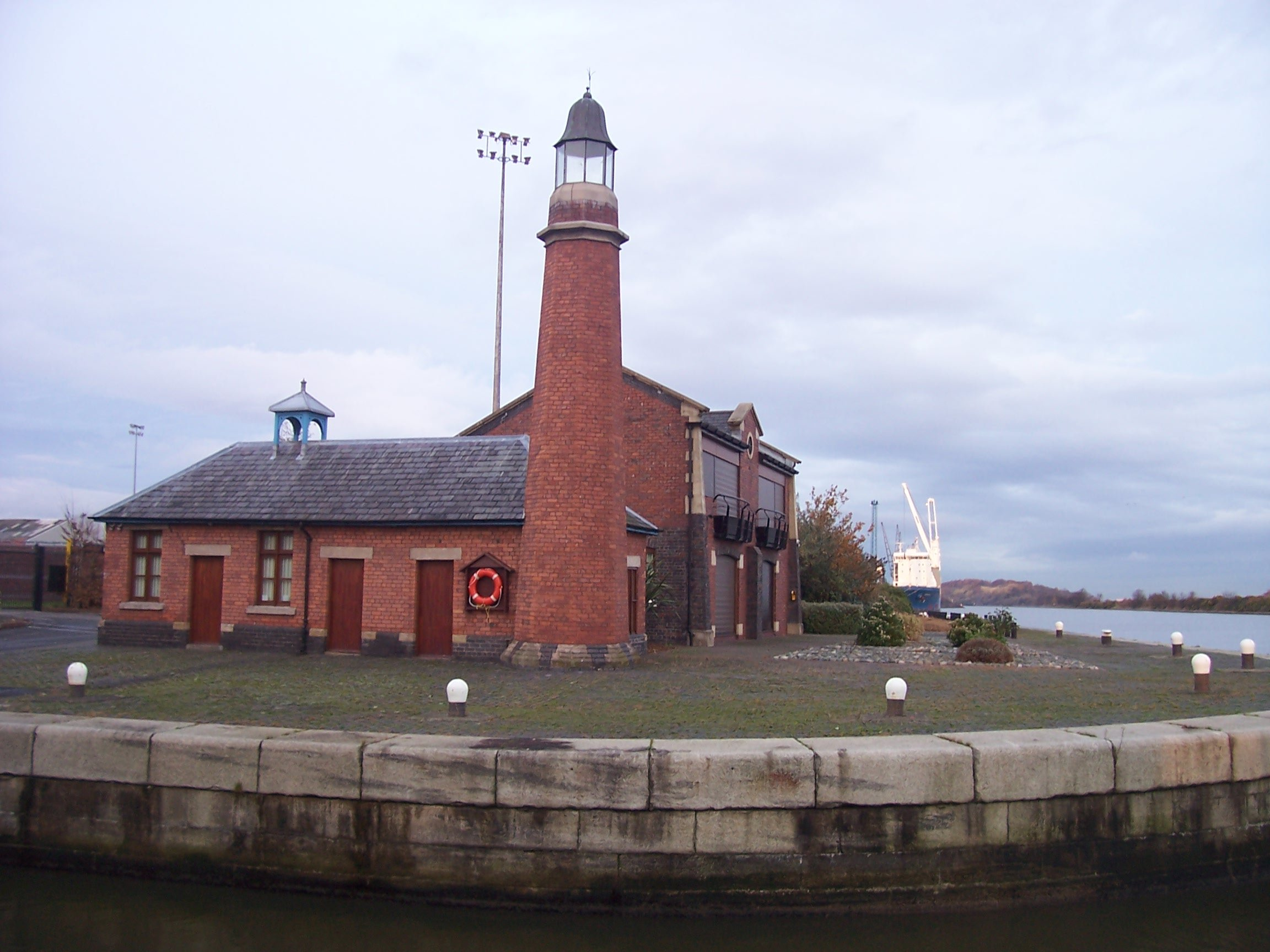
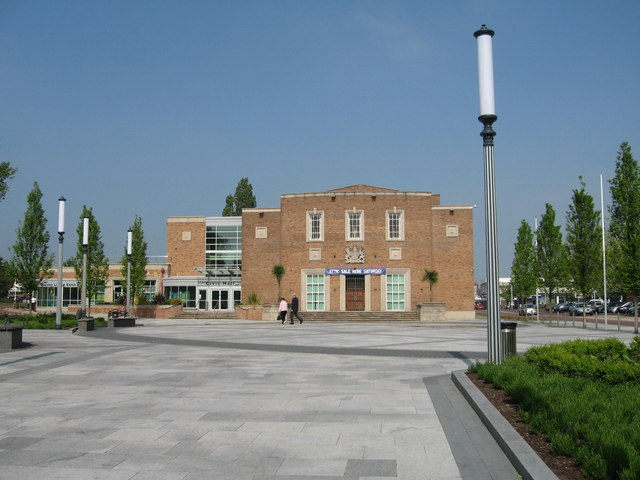
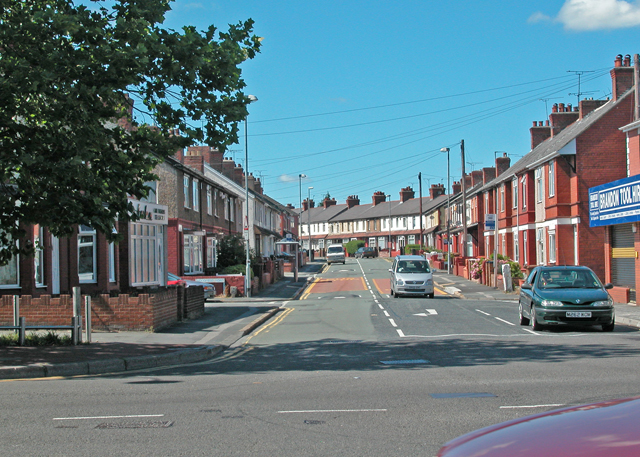
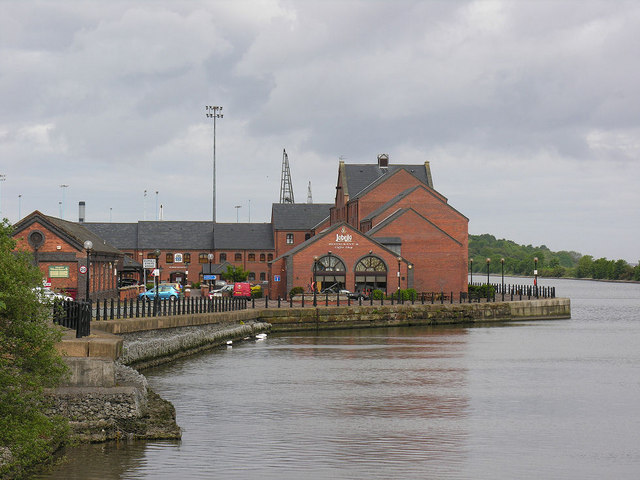